# Dublin St Michan's (circonscription britannique)
Pour les articles homonymes, voir Dublin.
Dublin St Michan's est une circonscription électorale du Royaume-Uni de Grande-Bretagne et d'Irlande, de 1918 à 1922. À partir de 1922, elle n'est plus représentée au Parlement britannique.